# Верховный суд Камеруна
Верхо́вный су́д Камеру́на (фр. Cour Suprême du Cameroun) — высший судебный орган в Республике Камерун. Временно исполняет функции Конституционного совета до его формирования. Расположен в столице страны Яунде.
Верховный суд является высшей инстанцией для апелляционных судов и трибуналов. Он номинально независим от исполнительной и законодательной власти, и подчиняется только надзору Высшего судебного совета. Судьи назначаются Президентом Камеруна.
Суд был создан в 1961 году для замены, прежде существовавшего в колониальный период, федерального суда.
Верховный суд выполняет полномочия кассационной инстанции состоит из трёх палат: 
- Судебная палата — в кассационном порядке пересматривает решения нижестоящих судов;
- Административная палата — рассматривает административные споры, когда в качестве одной из сторон выступает государственный орган, также в апелляционном порядке рассматривает споры о выборах в региональные советы и на муниципальном уровне;
- Счётная палата — занимается рассмотрением дел, связанных с расходованием государственного бюджета (финансовый контроль).